# اکادوتریل
اکادوتریل (به انگلیسی: Ecadotril) یک ترکیب شیمیایی با شناسه پاب‌کم ۶۰۵۶۱ است.